# دلوريس أمبريدج
دلوريس جين أمبريدج (بالإنجليزية: Dolores Gane Umbridge)‏ شخصية خيالية في سلسلة هاري بوتر للمؤلفة البريطانية جيه كيه رولينغ. أستاذة في الدفاع ضد السحر الأسود في سنة هاري بوتر الخامسة بمدرسة هوغوورتس للسحر والشعوذة وتم اختيارها من قبل وزارة السحر بعد أن عجز ألباس دمبلدور عن إيجاد واحد بعد ألاستور مودي المزيف وطبقا لما ينص عليه قانون السحر تختار الوزارة مدرسا من العاملين بها إذا لم يستطع المدير إيجاد واحد، وسبق وشاركت دولوريس أمبريدج في محاكمة هاري لذا كانت أبغض المدرسين عنده بعد سيفروس سناب واضطر هاري لتأسيس جيش دمبلدور لسوء طريقتها في التعليم وكانت تعاقب هاري لأنه كان يقول أن لورد فولدمورت عاد وهذا شيء لم تؤمن به الوزارة حتى العام السادس بريشة الدم التي تمتص من دم الكاتب عوضا عن الحبر وترك ذلك أثرا أبيض في يد هاري وتركت المدرسة بعد عام وقد اعتراها الجنون بعد أن خدعتها هرمايني جرينجر وجعلتها تذهب إلى القناطير بالغابة المحظورة وهناك بدأت تشتمهم حتى أخذوها معهم وفي نهاية الرواية الخامسة ذهب دمبلدور إلى الغابة وأعادها. ظهرت دولوريس أمبريدج بالرواية السادسة بجنازة ألباس دمبلدور وكان يبدو عليها الحزن لموته.

## نبذة عنها
دولوريس جين امبريدج هي الابنة الكبرى للساحر اورفورد امبريدج والعامية ايلين كراكنيل والتي أيضا انجبت ابن سكويب (ليس لديه قدرات سحرية).
لم يكونا والدي دولوريس سعيدين بزواجهما وكانت هي تكرههما سرا بسبب ضعف طموح والدها إذ إنه لم يرتق أبدًا منذ دخوله للوزارة وكان يعمل بقسم الصيانة (يمسح الارضيات في الوزارة) اما كرهها لوالدتها بسبب انها كانت طائشة وذات مظهر غير مرتب وانها لم تكن من سلالة سحرية.
وكانت دائما هي ووالدها يلومان جينات والدتها على انعدام القدرة السحرية لدى شقيقها ونتج اثر كثرة الخلافات بينهما
وانفصل والدايها عندما كانت دولوريس في سنتها الخامسة في هوجورتس.
عاشت دولوريس مع ابيها اما ايلين اخذت ابنها وعاشا في عالم العامة ولم ترى دولوريس والدتها وشقيقها بعد ذلك أبدًا واخفت وجودهما في حياتها وكانت تتظاهر انها من دم نفي.
عرفت دولوريس بتفوقها اثناء دراستها في هوجورتس لذلك لم تجد أبدًا صعوبة في الانضمام لوزارة السحر فور تخرجها وعملت كمتدربة في مكتب «الاستخدام السيء للسحر»
دولوريس كانت في السابعة عشر الا انها كانت متحيزة، دكتاتورية ومحبة لاصدار الاوامر والاحكام. رغم انها كانت تظهر طابع السمح واللطف المبالغ فيه في التعامل مع رؤسائها الا انها كانت قاسية وغالبا ما تنسب عمل ومجهود الاشخاص الاخرين لها لتحصل على الثناء والترقية.
قبل ان تبلغ الثلاثين، دولوريس ارتقت لمنصب رئيسة مكتب الاستخدام السيء للسحر ثم بلغت بفترة بسيطة اعلى مراتب إدارة قسم القانون السحري في هذا الوقت كانت تقنع والدها ليلجأ للتقاعد المبكر على ان تهديه هي مبلغ بسيط من المال وكانت تحرص على ان يتم بهدوء وبعيد عن الانظار. كانت كلما سئلت (من الموظفين اللذين كانت لاتحبهم): «هل لديك صلة قرابة مع المدعو امبريدج الذي كان يمسح الارضيات في القسم؟» كانت تظهر ابتسامة بشوشة وتضحك وتنفي أي اتصال مهما كان وتدعي ان والدها المتوفي كان عضوا مميزا في ويزنجاموت. اشياء بغيضو كانت تحدث لهؤلاء اللذين يسألونها عن والدها أو أي موضوع كانت امبريج تكره التحدث عنه اما اللذين كانوا بجانبها كانوا يدعون تصديق قصتها المزيفة.
على الرغم من جهودها الكبيرة لجذب انتباه أحد رؤسائها (لم تكن تهتم بالتحديد أي منهم لكنها تعلم ان حالها ووضعها الامني سيكون معزز بزوج ذو سلطة عالية) الا ان دولوريس لم تنجح أبدًا في زواج فعلى الرغم من انهم كانوا يقدرون طموحها وعملها المتواصل اولئك اللذين يعرفونها جيدا لم يقعوا في حبها حتى الذين كانوا ضد العامة وجدوا انفسهم مندهشين من بعض اقتراحاتها الغير الإنسانية تجاه المجتمع الغير السحري.
كلما كبرت بالسن كلما زاد تشددها بالإضافة إلى ترقية منصبها بالوزارة.
ذوق دولوريس يبدو انثويا بشكل واضح فقد جعلت مكتبها مبهرجا بالزينة واصبحت تحب كل شيء مزينا بصور القطط
رغم انه كانت تظن انه فوضوي بينما وزير السحر كورنيليوس فودج كان قلقا بشأن دمبلدور ان يأخذ منصبه كوزير للسحر استطاعت دولوريس ان تشق طريقها للسلطة بالتغلب على غرور فودج ومخاوفه واثبتت انها من القلائل الذين يستطيع فودج ان يثق بهم.
تم تعيين دولوريس كمحققة في هوجورتس واعطيت النطاق بأكمله للمرة الأولى في حياتها ارضى ذلك حبها للسيطرة وقسوتها.
لم تكن سعيدة بوقتها في المدرسة حيث قيمت تقريبا جميع المناصب المسؤولة فيها وكانت تستمتع بالفرصة الاي اتيحت لها لتستخدم قواها على اولئك الذين (كما تراهم) سببا لذلك.
دولوريس لديها بما يمكن تسميته «فوبيا» من الكائنات الغير البشرية، نفورها من النصف عملاق هاجريد وخوفها الشديد من القناطير يدل على ان لها مخاوف من المجهولين والبريين. كانت شخصا متحكما للغاية والذي يتحدى سلطتها ومعتقداتها برأيها يجب ان يعاقب.
هي تستمتع بإخضاع واذلال الاخرين من الصعب التفريق بينها وبين بيلاتريكس ليسترانج في الطابع والشخصية باستثناء الولاء «ربما».
انتهت فترة دولوريس في هوجورتس نهاية كارثية لأنها لم تعمل بالقوانين الذي وضعها فودج وتعدت حدود سلطتها بسبب شخصيتها المتحكمة وحب الذات بدت دولوريس مهزوزة ولكن غير نادمة على النهاية الفاجعة لعملها في هوجورتس. عادت إلى وزارة السحر التي انذاك كانت في حالة اضطراب وفوضى بسبب عودة فولدمور.
مع تغيير الانظمة التي تبعت استقالة فودج استطاعت دولوريس ان تستعيد منصبها من الوزارة. انشغل روفوس وزير السحر الجديد بالمسؤوليات ومشاكل عديدة فلم يلق بالا لمعاقبة دولوريس لكنه عوقب لاحقا على هذا الاغفال لأن حقيقة ان دولوريس لم تعاقب قط رغم افعالها البشعة. اظهرت لهاري بوتر ان الوزارة راضية وغير مبالية لهذا الامر، اعتبر هاري استمرار دولوريس في منصبها وعدم وجود تداعيات لتصرفاتها في هوجورتس إشارة إلى فساد حقيقي يحدث داخل الوزارة ولذا رفض التعامل مع الرئيس الجديد.
(دولوريس كانت الشخص الوحيد بعد فولدمور الذي يحدث ندبة لهاري بوتر في يديه بعد ان اجبرته ان يكتب "لا يجب ان اروي الاكاذيب" باستخدام ريشتها السحرية والتي من اختراعها".
في تلك الاوقات دولوريس كانت تستمتع بعملها في الوزارة أكثر من أي وقت مضى، عندما استة لى بايوس ثيكنيس أحد اكلي الموتي منصب وزير السحر، تسلل اتباع سيد الظلام إلى داخل الوزارة ظهرت دولوريس بشخصيتها الحقيقية وكما توقع البعض كان اكلو الموتى أيضا يقرون بأن لها صفات مشابهة لهم، فلم تستبعد من الوزارة بل تم تنصيبها كرئيسة للجنة تسجيل مواليد العامة والذي كان قاعة لاعتقال جميع مواليد العامة بحجة انهم «سرقوا» عصاهم السحرية وسحرهم.
بينما كانت تقوم في إحدى جلسات الاستماع بمحاكمة إحدى الساحرات البريئات تمكن هاري بوتر اخيرا من مهاجمتها وسط الوزارة والحشد من مختلف السحرة وقام بأخذ الهوركروكس الذي كانت ترتديه من غير علم.
مع سقوط فولدمور استدعيت امبريدج لجلسة استماع بسبب مشاركتها بشكل حماسي مع نظام سيد الظلام وادينت بتعذيب وقتل وسجن العديد من السحرة.